# Joaquim Dols Rusiñol
Cal no confondre'l amb el lingüista morellà Joaquim Dolz Mestre.
Joaquim Dols Rusiñol   (1948) és crític, teòric de l'art i professor universitari català.

## Biografia
Llicenciat en Història de l'Art (1972, amb premi extraordinari de tesi de llicenciatura) i en Filosofia i Lletres (1979) per la Universitat de Barcelona i doctor en Belles Arts per la mateix universitat (1988). Posteriorment, hi, fundà l'Aula d'Infografia i va dirigir-hi el màster d'Infografia Mediàtica.
Ha publicat nombrosos textos sobre art contemporani i teconart en revistes especialitzades, catàlegs d'art i enciclopèdies essent, el 1980, coautor (conjuntament amb Eugeni Bonet, Antoni Mercader i Antoni Muntadas) del primer llibre sobre videoart publicat a l'Esta espanyol: En torno al vídeo, reeditat per la Universitat del País Basc el 2010.